# Cascate Guairà
Le cascate di Guairà o di Sete Quedas erano le più grandi cascate al mondo per volume di acqua, avendo il doppio della portata di quelle del Niagara. Si trovavano sul fiume Paraná al confine tra Brasile e Paraguay ed a duecento chilometri in linea d'aria da quelle dell'Iguazú, le altre bellissime cascate ubicate al confine tra la provincia argentina di Misiones e lo stato brasiliano del Paraná. Per moltissimi anni le cascate di Guaìra furono una grande attrazione turistica ma poi vennero sommerse dal lago creato dalla diga di Itaipú.